# Who Wants To Be A Millionaire?
A Who Wants To Be A Millionaire? televíziós kvízjáték, műveltségi vetélkedő, amelyben magas pénzdíjat nyerhet az a játékos, aki jól válaszol az egymást követő 15 feleletválasztós kérdésre. A műsor magyar változata a Legyen Ön is milliomos!.

## Története
A műsort eredetileg az Egyesült Királyságban sugározták, ahol a műsorvezető Chris Tarrant volt egészen 2014-ig. Egy David Briggs által kifejlesztett formátumon alapszik, aki – Steven Knighttal és Mike Whitehillel közösen – jó néhány játékot fejlesztett Chris Tarrant reggeli műsorához a Capital FM nevű rádióadón. A műsor eredeti címe Cash Mountain, azaz Pénzhegy lett volna.
Amikor 1998. szeptember 4-én először sugározták az Egyesült Királyságban, meglepő újdonságokat tartalmazott az addigi kvízshow-khoz képest. Csak egy játékos játszik egyszerre (némely rádiós műsorokhoz hasonlóan), és a hangsúly nem a gyorsaságon, hanem a feszültségen van. Nincs határidő a kérdések megválaszolására, és miután a játékvezető feltette a kérdést, a játékosok eldönthetik, hogy meg akarják-e válaszolni azt.
A műsor eredeti címe (Who Wants to Be a Millionaire?, azaz „Ki akar milliomos lenni?”) ironikus módon egy Cole Porter-dalból származik a Gazdagok és szerelmesek című filmből. A dal a szerelem fontosságát hangsúlyozta az anyagi dolgok felett: „Ki akar milliomos lenni? Én nem. / Nem biz’, mert én csak téged akarlak.˝
2006 márciusában a Celador bejelentette, hogy el akarja adni a műsor jogait, egyéb más brit műsorokkal együtt. Ez jelentené a vállalat műsorkészítő divíziója eladásának első fázisát. A játék jogait a holland 2waytraffic vásárolta meg, amit később a Sony Pictures Television vásárolt fel.

## Szabályok
A játékosjelölteket egy gyorsasági feladvány, az ún. „sorkérdés” segítségével választják ki. A normál kérdésekkel ellentétben itt nem a helyes választ kell bejelölni, hanem a négy megadott választ a helyes sorrendbe kell rendezni (pl. nagyságrendbe vagy időrendbe), a leggyorsabb helyes válasz adója ülhet a székbe. A legelső brit verzióban és Ausztráliában a 2003-as szezonig ez a kiválasztás szimpla feleletválasztós kérdésekkel zajlott le. A 2011-es holland verzióban a közönség soraiból sorsolták a játékosokat. 100 jelölt ült a studió jobb oldalán és nem volt sorkérdés, hanem a kisorsolt játékos automatikusan játszhatott a fődíjért.
A székbe kerülő játékos először bemutatja magát a műsorvezetőnek, aki megkérdezi azt is, hogy mivel foglalkozik, és a játékos bemutatja azokat akik elkísérték a műsorba. Majd azt kívánja, hogy „Legyen ön is milliomos!”. Ezután kezdetét veszi a játék, mely alatt a játékosnak 15 (a 2007-es angol, a 2011-es holland, a 2010-es arab és 2008 óta a lengyel verzióban 12) egyre nehezedő kérdést tesz fel a műsorvezető. A kérdések feleletválasztósak: négy válaszlehetőséget is megadnak, melyek közül a játékosnak kell kiválasztania a helyeset. [A négy válaszlehetőséget a latin ábécé első négy betűjével (A, B, C, D) jelölik.]
A többi kérdéssel egyre több pénzhez jut a játékos. Nagyjából minden kérdés után megduplázódik a nyeremény. Az 5. és a 10. kérdésekhez (ún. „szakaszkérdésekhez”) tartozó összeg garantált, így a játékos, ha a 6. kérdéstől valamelyikre helytelenül válaszol, nem megy haza üres kézzel.

## Segítségek
Ha a játékos bizonytalan a válaszban, bármikor a játék során igénybe vehet egyet a segítségek közül. Még ha igénybe is vett egy vagy több segítséget, a játékos még mindig dönthet úgy, hogy nem válaszolja meg a kérdést és elviszi az addigi nyereményét.

### Alap segítségek
- Számítógép (50:50, felező): A számítógép véletlenszerűen eltávolít két rossz választ, így a játékosnak csak a helyes válasz és egy rossz válasz közül kell választania.
  - A játék első brit verzióiban a játék szerkesztői előre kiválasztották a két eltűnő rossz választ, ma azonban a játék korrektségének megőrzése érdekében teljesen véletlenszerű a kiválasztás.
- Közönség (Ask the Audience): A közönség tagjai egy gomb megnyomásával jelzik, szerintük melyik a helyes válasz. A TV-képernyőn néhány másodperc után megjelenik a felmérés százalékos összesítése.
  - A játék összamerikai verziójának néhány későbbi évadában a kérdést meg lehetett válaszolni az AOL Instant Messengeren keresztül is. A játékos így két felmérés eredményét vethette össze.
- Telefon (Phone a Friend): A játékos felhívhatja a három előre megadott telefonos segítségének egyikét. Ezeket a segítségeket előre figyelmeztetik, ha a játékos a székbe kerül. A játékosnak 30 (a 2019-es holland, horvát és dán verzióban 25, a 2022-es görög verzióban 45) másodperce van, hogy feltegye a kérdést és hogy arra választ kapjon. Ezen idő letelte után a vonal megszakad és a játék folytatódik tovább.
  - Némely verzióban videóhívásban történik a telefonálási lehetőség.

### Extra segítségek
2008-ban, a megújult vetélkedővel együtt új segítséget vezettek be a Magyar verzióban:
- Dupla tipp/Tanácskérés: A Dupla tipp azt jelenti, hogy a játékos a négyből két lehetőséget jelöl meg, így megduplázva esélyeit. Ha egyszerre használja ezt a segítséget a felezővel, akkor természetesen 100%-ra nő a továbbjutás esélye. A Tanácskérés azt jelenti, hogy a közönség soraiból három önként jelentkező mond tanácsot a játékosnak, aki ezek megfontolása után választ vagy megáll. Ebből a két segítségből viszont csak az egyiket lehetett felhasználni a játék során. Ezek a segítségek a későbbi évadokban már nem álltak a játékos rendelkezésére, csak az eredeti három.

2004-ben a játék összamerikai verziójában egy új segítséget vezettek be:
- Kérdésváltás: Ha a játékos még nem jelölt be választ, akkor kérheti a kérdés egy ugyanolyan nehézségűvel való felváltását. Ezután az eredeti kérdésre már nem térhet vissza és a korábban már elhasznált segítségeket sem kapja vissza. Ezt a segítséget néha használták a brit verzióban is, jelenleg az amerikai mellett az arab, a francia, a görög, az izraeli, az indonéz, az indiai és a norvég verziókban használják.
  - Az Indiai verzióban a könnyítés az, hogy a játékos megválaszthatta a cserélt kérdés kategóriáját (összesen 10 kategóriából).

2007 decemberében a játék németországi változatában új segítséget vezettek be, amit aztán 2008 elején 25 adás erejéig a magyar változat is átvett:
- A közönség egy tagjának segítsége: A segítség igénybevehetősége attól függ, hogy a játékos a klasszikus, vagy a 4. segítséggel kiegészített rizikós módot választja. A stúdióban ülő vendégek közül felállnak azok, akik úgy ítélik meg, hogy tudják a helyes választ. A játékos kiválaszt közülük egyet, meghallgatja a válaszát és kérdéseket tehet fel neki, hogy meggyőződjék tudása alaposságáról. Ezután eldöntheti, hogy elfogadja-e a tanácsadó által javasolt választ. Ha a tanácsadó helyes választ adott, a kérdés nehézségi fokozatától függetlenül, egységesen 500 € (itthon 100 000 Ft) jutalmat kap. A játékosnak a játék megkezdése előtt kell eldöntenie, hogy a hagyományos három segítséges, vagy a negyedik segítséggel kibővített változatot kívánja-e játszani. Utóbbi esetben azonban a 16 000 €-s (idehaza 1 500 000 Ft-os) szint nem lesz garantált nyeremény, vagyis hibás válasz esetén az ennél magasabb nyereményösszegről is 500 €-ra (nálunk 100 000 forintra) esik vissza a játékos.

2018 májusában a brit Milliomos változatától egy új segítséget vezettek be:
- Kérdezd a műsorvezetőt: A játékos kérheti, hogy a kvízmester (odaát Jeremy Clarkson) mondja el 1-3 percben a véleményét az adott kérdésről. Ezután megad egy helyesnek vélt választ, megerősítve, hogy ez a végleges javaslata. A segítség bevetése előtt a játékmesternek nyilatkoznia kell arról, hogy a monitoron ugyanazt látja, amit a játékos, nincs fülese, nem tartja a külvilággal a kapcsolatot és csak a megérzéseire hagyatkozhat, hiszen a kérdést előre ő sem ismeri. A játékosnak természetesen ezután is jogában áll elfogadni vagy felülbírálni a megadott tippet, a végső szó az övé.
  - Érdekesség viszont, hogy a segítség legelőször a 2003-as Thaiföldi verzióban indult. A thaiföldi változatban a versenyző kiválaszthatja, hogy szerinte melyik válasz lehet helyes (legfeljebb két választ választhat, vagy hagyhatja, hogy a műsorvezető tegye meg), majd a műsorvezető két rossz választ eltávolíthat. Ha a versenyző válasza helyes, a műsorvezető eltávolítja a másik két rossz választ, amelyeket a versenyző nem választott. Ha a versenyző válasza helytelen, a műsorvezető mindkét említett választ eltávolítja.

A 2020-as koronavírus-világjárvány miatt a német változatban két új segítséget vezettek be:
- A hozzátartozó segítsége (avagy "+1"): A játékos megkérdezheti a hozzátartozója véleményét az adott kérdésről. A segítség a közönség segítséget helyettesítette.
  - Ez a segítség legelőször a 2014-es USA verzióban volt látható.
- Kérdezd a fődíjnyertest: A közönség soraiban 3 fődíjnyertes ült (Leon Windscheid, Jan Stroh és Ronald Tenholte). A játékos kiválaszthatta, hogy melyik fődíjnyertes véleményét akarja hallani az adott kérdésnél. A segítség csak a rizikó játékmódban volt használható és a közönség egy tagjának segítségét helyettesítette.
  - Ez a segítség először a német verzió 500. adásában volt használható, ott az első 4 fődíj nyertest hívták meg mint segítőemberekként.

A segítségek bármelyike egy játék folyamán legfeljebb egyszer használható fel. Kivételt a brit 2020-as változat jelentett, ahol élő nézősereg híján a közönség mentőövet egy második, teljes értékű telefonos segítség váltotta fel a koronavírus-világjárvány miatt (azzal a feltétellel, hogy az elsőként felhívott személyt nem hívhatja újra). A felhasználás után a segítség piktogramja egy piros X-szel áthúzásra, vagy pirosra átszínezésre kerül (a magyar változatban az előbbi).

## A játék eredete
A játék nagy hasonlóságot mutat egy 1950-es évekbeli amerikai műsorral (The 64,000 Dollar Question). Ebben a műsorban a nyeremény minden válasz után megduplázódott, de rossz válasz esetén az egész nyeremény elveszett. A játékos fájdalomdíj gyanánt egy autó használatát nyerhette, ha legalább a 8000 dollárt elérte az addigi nyereménye.
Az 1990-es években a Legyen Ön is milliomos! amerikai változatának producere megpróbálta életre hívni a műsort The $640,000 Question címmel, de aztán inkább az új brit játékot választotta.

## Nemzetközi változatok
A játék az Egyesült Királyságban indult, de a játékot számos országba exportálták.
| Ország                       | Cím                                                  | Műsorvezető | TV-csatorna                                         |
| ---------------------------- | ---------------------------------------------------- | --- | --------------------------------------------------- |
| Algéria                      | Aher Kalima                                          | Salah Ougrout | Canal Algérie                                       |
| Németország                  | Wer wird Millionär?                                  | Günther Jauch | RTL Television                                      |
| Dél-afrikai Köztársaság      | Who Wants to Be a Millionaire?                       | Jeremy Maggs | M-Net                                               |
| Argentína                    | ¿Quién quiere ser Millonario?                        | Julián Weich | Canal13                                             |
| Ausztrália                   | Who Wants to Be a Millionaire?                       | Eddie McGuire | Nine                                                |
| Ausztrália                   | Who Wants to Be a Millionaire? Hot Seat              | Eddie McGuire | Nine                                                |
| Ausztria                     | Die Millionenshow                                    | Rainhard Fendrich Barbara Stöckl Armin Assinger | ORF                                                 |
| Belgium (francia nyelvű táj) | Qui sera millionnaire ?                              | Alain Simons | RTL-TVi                                             |
| Belgium (holland nyelvű táj) | Wie wordt euromiljonair ?                            | Walter Grootaers | VTM                                                 |
| Bulgária                     | Кой иска да стане богат?                             | Niki Kancsev Mihail Bilalov | NTV BNT 1                                           |
| Brazília                     | Quem quer ser um milionário?                         | Luciano Huck | Rede Globo                                          |
| Kanada                       | Who Wants to Be A Millionaire: Canadian Edition      | Pamela Wallin | CTV                                                 |
| Chile                        | ¿Quién quiere ser millonario?                        | Mario Kreutzberger Sergio Lagos | canal 13                                            |
| Kolumbia                     | ¿Quién quiere ser millonario?                        | Paulo Laserna Phillips | Caracol TV                                          |
| Horvátország                 | Tko želi biti milijunaš?                             | Tárik Filipovic | HRT1                                                |
| Ciprus                       | Poios thelei na ginei ekatommyriouchos               | | RIK2                                                |
| Csehország                   | Chcete Být Milionářem?                               | Vladimír Čech† Martin Preiss Ondřej Hejma |                                                     |
| Csehország                   | Milionář                                             | | TV Prima                                            |
| Dánia                        | Hvem vil være millionær                              | Peter Kær | TV 2                                                |
| Spanyolország                | ¿Quién quiere ser millonario?                        | Carlos Sobera | Antena 3                                            |
| Ecuador                      | Quien quiere ser millionario                         | Alfonso Espinosa de los montelos | Ecuavisa                                            |
| Észtország                   | Kes tahab saada miljonäriks?                         | Hannes Võrno | TV3                                                 |
| Amerikai Egyesült Államok    | Who Wants To Be a Millionaire?                       | Regis Philbin (1999–2002, 2009) Meredith Vieira (2002–2013) Cedric the Entertainer (2013–2014) Terry Crews (2014) Chris Harrison (2015–2019) Jimmy Kimmel (2020–) | ABC                                                 |
| Finnország                   | Haluatko miljonääriksi?                              | Lasse Lehtinen (1999–2005) Ville Klinga (2005–2007) Jaajo Linnonmaa (2016–)                                                                                       | Nelonen (1999–2005, 2016–) MTV3 (2005–2007)         |
| Franciaország                | Qui veut gagner des millions ?                       | Jean-Pierre Foucault (2000–2019) Camille Combal (2019–2024) Arthur (2024–)                                                                                        | TF1                                                 |
| Grúzia                       | Vis Unda Octi Atasi                                  | Duta Skhirtladze Mamuka Gamkrelidze | Rustavi tv                                          |
| Görögország                  | Poios thelei na ginei ekatommyriouchos               | Spiros Papadopoulos | Alpha                                               |
| Hongkong                     | Chéngwéi bǎiwàn fùwēng?                              | Kenneth Chan | ATV                                                 |
| Magyarország                 | Legyen Ön is milliomos!                              | Vágó István (2000–2008) Fábry Sándor (2009–2010) Friderikusz Sándor (2012–2013) Gundel Takács Gábor (2019) Palik László (2024)                                    | RTL Klub (2000–2012) RTL II (2012–2013) TV2 (2019–) |
| Indonézia                    | Who Wants to Be a Millionaire                        | Tantowi Yahya | RCTI                                                |
| Izland                       | Viltu vinna milljón?                                 | Þorsteinn J. (2000–2001) | Stöð 2                                              |
| India                        | Kaun Banega Crorepati                                | Amitábh Baccsan | ?                                                   |
| Írország                     | Who Wants to Be a Millionaire?                       | Gay Byrne | ?                                                   |
| Izrael                       | Mi rotseh lehyot mylyoner                            | ? | Channel 2                                           |
| Olaszország                  | Chi vuol essere milionario                           | Gerry Scotti | Canale 5                                            |
| Japán                        | Quiz $ Millionare                                    | Mino Monta | Fuji TV                                             |
| Kerala (Délnyugat-India)     | Koteeswaran or Kodeeswaran                           | Mukesh | Surya TV                                            |
| Lettország                   | Gribi būt miljonārs?                                 | Martinš Kibilds | TV3                                                 |
| Libanon                      | Man sza-jarbah al-maljún                             | George Kurdahi | MBC 1                                               |
| Litvánia                     | Kas laimės milijoną?                                 | Vytautas Kernagis | ?                                                   |
| Malajzia                     | Menjadi Jutawan?                                     | Jalalludin Hassan | ?                                                   |
| Nigéria                      | Who Wants to Be a Millionaire?                       | Frank Edoho | NTA Africa Magic Silverbird TV                      |
| Norvégia                     | Vil du bli millionær                                 | Arve Junitzen (2000) Frithjof Wilborn (2001–2008) | TV@                                                 |
| Hollandia                    | Weekend Miljonairs                                   | Robert ten Brink | RTL4                                                |
| Fülöp-szigetek               | Who Wants To Be a Millionaire?                       | Christopher De Leon | IBC                                                 |
| Lengyelország                | Milionerzy                                           | Hubert Urbanski | TVN után Polsat                                     |
| Portugália                   | Quem quer ser milionário?                            | Jorge Gabriel | RTP 1                                               |
| Románia                      | Vrei să fii miliardar?, Vrei să fii milionar?        | Virgil Iantu Teo Trandafir | Prima TV Kanal D                                    |
| Egyesült Királyság           | Who Wants To Be a Millionaire?                       | Chris Tarrant (1998–2014) Jeremy Clarkson (2018–) | ITV                                                 |
| Oroszország                  | О. счастливчик!                                      | Dmitry Dibrov | ORT                                                 |
| Oroszország                  | Кто хочет стать миллионером?                         | Maxim Galkin (2002–2008) Dmitry Dibrov (2008–) | Kanal 1                                             |
| Szerbia                      | Želite li da postanete milioner?                     | Ivan Zeljković | Prva TV Nova TV                                     |
| Szlovákia                    | Milionár                                             | Iveta Malachovská után Martin Nikodým | TV Markíza RTVS                                     |
| Szlovénia                    | Lepo je biti milijonar                               | Boštjan Romih után Jure Godler | Pop TV Planet TV                                    |
| Svédország                   | Vem vill bli miljonär?                               | Bengt Magnusson | TV4                                                 |
| Svédország                   | Postkodmiljonären                                    | Rickard Sjöberg | TV4                                                 |
| Svájc                        | Wer wird Millionär?                                  | René Rindlisbacher | TV3                                                 |
| Tajvan                       | Wai Beng Fu Yung?                                    | ? | ?                                                   |
| Törökország                  | Kim 500 (beş yüz) Milyar İster? – Kim 500 Bin İster? | Kenan Işık – Haluk Bilginer | Show TV                                             |
| Ukrajna                      | Hto hoche staty mil'jonerom? – Pershyj mil'jon       | Danilo Janevskyj | 1+1                                                 |
| Venezuela                    | Quien quiere ser millonario                          | Eladio lares | RCTV                                                |
| Vietnám                      | Ai la trieu phu                                      | | VTV3                                                |

## Fődíjnyertesek
Ausztrália
- Rob "Coach" Fulton, 2005. október 17.
- Martin Flood, 2005. november 14.
- Edwin Daly, 2016. augusztus 29.
- Antony McManus, 2021. november 25.

Ausztria
- Anton Sutterlüty, 2001. február 19.
- Christiane del Piero, 2002. november 11.
- Sigrid Weiß-Lutz, 2003. május 9.
- Karin Huber, 2003. november 3.
- Elfriede Awadalla, 2005. március 14.
- Heide Gondek, 2006. szeptember 18.
- Philip Aschner (100 000 eurót nyert a Gyerekek játékában), 2007. október 20.
- Marion Eidenhammer (100 000 eurót nyert a Gyerekek játékában), 2008. június 28.
- Stefan Schwaiger (100 000 eurót nyert a Gyerekek játékában), 2009. május 23.
- Andreas Goldberg és Nina Hartmann (75 000 eurót ajánlottak fel az Österreichische Sporthilfe aukciónak), 2011. október 24.
- Thomas Geierspichler és Günther Matzinger (75 000 eurót ajánlottak fel a Licht ins Dunkel aukciónak), 2012. október 22.
- Andrea Spatzek (75 000 eurót ajánlott fel a Licht ins Dunkel aukciónak), 2012. november 26.
- Sonya Kraus (75 000 eurót ajánlott fel a Life Ball aukciónak), 2013. május 13.
- Stephan Eberharter (75 000 eurót ajánlott fel a Licht ins Dunkel aukciónak), 2013. december 2.
- Mathias Stockinger, 2013. december 9.
- Kristina Sprenger (75 000 eurót ajánlott fel a Licht ins Dunkel aukciónak), 2014. február 10.
- Angelika Kirchschlager (75 000 eurót ajánlott fel a Licht ins Dunkel aukciónak), 2015. február 2.
- Julia Cencig (75 000 eurót ajánlott fel a Licht ins Dunkel aukciónak), 2015. február 2.
- Dietrich Siegl (75 000 eurót ajánlott fel a Licht ins Dunkel aukciónak), 2015. november 23.
- Hooman Vojdani, 2018. június 4.
- Wolf Bachofner (75 000 eurót ajánlott fel a Licht ins Dunkel aukciónak), 2019. december 2.
- Christoph Götzendorfer, 2020. november 23.
- Julia Stemberger (75 000 eurót ajánlott fel a Licht ins Dunkel aukciónak), 2022. november 28.

Chile
- Gonzalo Miranda, 2002. szeptember

Kolumbia
- Enrique Carlos, 2006. október 30.
- David Huertas, 2011. október 29.

Horvátország
- Mira Bičanić, 2002

Németország
- Eckhard Freise, 2000. december 2.
- Marlene Grabherr, 2001. május 20.
- Gerhard Krammer, 2002. október 18.
- Dr. Maria Wienströer, 2004. március 29.
- Stefan Lang, 2006. október 6.
- Timur Hahn, 2007. január 8.
- Oliver Pocher (Sztár-különkiadás), 2008. június 2.
- Thomas Gottschalk (Sztár-különkiadás), 2008. november 20.
- Ralf Schnoor, 2010. november 26.
- Barbara Schöneberger (Sztár-különkiadás), 2011. május 30.
- Sebastian Langrock, 2013. március 11.
- Thorsten Fischer (15 éves jubileumi adás), 2014. október 17.
- Nadja Sidikjar, 2015. november 13. (1 538 450 eurót nyert a Jackpot különkiadásban)
- Leon Windscheid, 2015. december 8.
- Jan Stroh (20 éves jubileumi adás), 2019. szeptember 2.
- Ronald Tenholte, 2020. március 24.

Hongkong
- James Wong és Petrina Fung (Sztár-különkiadás), 2001. július
- Stephen Cho és Lee Man (Sztár-különkiadás), 2001. augusztus
- Chan Hon-cheung, 2001. november 2.
- Cheng Tak, 2003. február 7.

Magyarország
- Cserey Gábor, 2006. március 20. (40 000 000 Ft-os fődíj egyetlen nyertese)

India
- Harshwardhan Navathe
- Brajesh Dubey
- Ravi Saini
- Sushil Kumar
- Sanmjeet Kaur Sahani
- Achin és Sarthak Narula (párok játéka)
- Hussain Basha
- Sanooja Rajan
- Aamir Khan and Kiran Rao (párok játéka)
- Rajesh Singh

Izrael
- Yizhar Nevo] 2000

Olaszország
- Francesca Cinelli, 2001. március 18.
- Davide Pavesi, 2004. október 17.
- Michela de Paoli, 2011. január 27.
- Enrico Remigio, 2020. január 29.

Japán
- Kunimicu Jaszujuki, 2000. július 27.
- Nagata Josiaki, 2000. augusztus 10.
- Imao Naoko, 2000. november 2.
- Hasze Hirosi, a Japán képviselőház tagja, 2000. november 23. (Hírességek játéka)
- Nosze Kazujuki, 2001. február 15.
- Szakamoto Hitomi, 2001. december 13.
- Akisi Kikucci, 2002. június 27.
- Egucsi Micsiko, 2002. augusztus 1.
- Oszada Naomi, 2002. november 14.
- Misima Soko, 2003. május 8.
- Szuzuki Daicsi, 2003. szeptember 18.
- Sindzso Cujosi, baseball játékos, 2004. január 2.(Hírességek játéka)
- Tanaka Kazuja és Tanaka Csijo, 2004. június 10. (Párok játéka)
- Horie Takafumi, 2004. december 30. (Hírességek játéka)
- Hoszoki Kazuko, jövendőmondó, 2004. december 30. (Hírességek játéka)
- Szakai Maszaaki, 2005. április 7. (Hírességek játéka)
- Tanaka Jaszuo, 2005. április 7. (Hírességek játéka)
- Tomohisza Kikucsi, 2005. április 28.
- Hamada Maszahiko, 2005. május 26.
- Koizumi Kotaro, színész 2006. január 2. (Hírességek játéka)
- Aszano Juko, japán színésznő, 2006. március 23. (Hírességek játéka)
- Nozoe Dzsunko, 2006. június 29.
- Ohi Keiko, 2006. július 27.
- Tameszue Dai, atléta, 2006. szeptember 14. (Hírességek játéka)
- Bando Micugoro, kabuki színész, 2006. október 5. (Hírességek játéka)
- Dewi Sukarno, színésznő, 2006. október 26. (Hírességek játéka)
- Misako Konno, 2007. február 15.
- Shōsuke Tanihara, 2007. július 5.
- Sumiko Fuji, 2008. március 27.
- Kazuo Tokumitsu, 2008. március 27.
- Takeshi Kitano, 2009. március 30.
- Hikari Ota, 2009. április 1.
- Mana Ashida, 2013. január 2.

Kazahsztán
- Saule Akhmetova, 2002. április 26.
- Irina Stal'naya, 2003
- Jevgenij Maliscsuk, 2018. március 24

Lettország
- Elita Rumpe, 2003

Közel-Kelet és Észak-Afrika
- Khaled al-Mulla, Egyesült Arab Emírségek, 2001. november 21.
- Mohammad Tanirah, diák a Gáza-övezetből, 2002. március
- Marwa Anachar 2006. március

Fülöp-szigetek
- Amy Lopez-Forbes, 2001. július
- Sharon Cuneta, színész-énekesnő, 2001. december (Hírességek játéka)

Lengyelország
- Krzysztof Wójcik, 2010. március 28.
- Maria Romanek, 2018. március 21.
- Katarzyna Kant-Wysocka, 2019. március 14.
- Jacek Iwaszko, 2021. szeptember 23.
- Tomasz Orzechowski, 2022. szeptember 19.
- Mateusz Żaboklicki, 2024. március 12.
- Tomasz Boruch, 2024. április 3.
- Marek Wojtuń, 2024. november 13.

Portugália
- Renata Morgado, 2000. május
- Ana Damásio, 2000. szeptember
- José Fernandes, 2001. április
- Antônio Franco, 2003. december
- José Moura 2014. február

Oroszország
- Igor Sazejev, 2001. március 21.
- Jurij Chudinovsikih és Irina Chudinovskih, 2003. január 18. (Párok játéka)
- Svetlana Yaroslavtseva, 2006. február 19.
- Timur Budayev, 2010. április 17.
- Bari Alibasov és Alexander Fadeev, 2013. november 23.
- Timur Szolovjev és Julianna Karaulova, 2017. december 2.

Szlovénia
- Jaro Leskovsek, 2004

Dél-Afrika
- David Patterson 2000. március 19.

Svédország
- Per Hörberg, 2006. február 17.
- Torgny Segerstedt, 2008. március 1.
- Olle Laurell, 2009. december 4.
- Jan Sundström, 2010. december 17.
- Mattias Östermann, 2012. március 2.
- Lena Angviken, 2012. szeptember 29.
- Birgitta Hedström, 2014. április 15.
- Alexandra Pascalidou és Lena Ag (Sztár-különkiadás), 2014. november 15.
- Ylva Orrmell, 2017. február 18.
- Marianne Hiller, 2018. március 2.
- Ulf Jensen, 2019. december 20.
- Eric Forsyth, 2020. október 17.
- Jonas von Essen, 2023. január 21.

Spanyolország
- Enrique Chicote
- Paco Reverte

Ukrajna
- Szerhij Karabinszkij, 2003 (1 millió moldáv lejt nyert, ami 372 ezer ukrán hrivnyának felel meg.)
- Svyatoslav Vakorchuk, 2005 (Az első 1 millió ukrán hrivnyás nyertes.)
- Oleh Moroz, 2021. december 22.
- Ruszlan Sztokolosz, 2024. december 9.

Egyesült Királyság
- Judith Keppel, 2000. november 20.
- David Edwards, 2001. április 21.[3]
- Robert Brydges, 2001. szeptember 29.
- Pat Gibson, 2004. április 24.
- Ingram Wilcox, 2006. szeptember 23.
- Donald Fear, 2020. szeptember 11.

Amerikai Egyesült Államok
- John Carpenter, 1999. november 19. (A legelső nyertes a világon) (Segítség felhasználása nélkül.)[4]
- Dan Blonsky, 2000. január 18.
- Joe Trela, 2000. március 23.
- Bob House, 2000. június 13.
- Kim Hunt, 2000. július 6.
- David Goodman, 2000. július 11.
- Kevin Olmstead, 2001. április 10.
- Bernie Cullen, 2001. április 15.
- Ed Toutant, 2001. szeptember 7.
- Kevin Smith 2003. február 18.
- Nancy Christy 2003. május 8.
- Sam Murray, 2009. november 20.

## Érdekességek
- 1999 novemberében a műsor történetében először vitték el a fődíjat, mely az Egyesült Államokban történt és a játékos John Carpenter úgy válaszolta meg mind 15 kérdést, hogy egy segítséget sem használt fel, csupán az utolsó kérdésnél hívta fel apját, hogy közölje vele, megnyeri az 1 millió dolláros fődíjat. Se előtte, se utána nem történt ehhez hasonló a műsor bármely nemzetközi változatának történetében.
- 2001-ben egy Charles Ingram nevű játékos ugyan megnyerte az 1 millió fontos fődíjat a brit verzióban, ám kiderült, hogy felesége többször is köhögéssel segítette a nézősorból férjét a helyes válaszokhoz (ez utólag a felvételeken is jól látható/hallható), melyet a készítők csalásnak tekintettek, az ügyből hamarosan rendőrségi ügy lett, ami felfüggesztett börtönbüntetéssel és a fődíj teljes megvonásával ért véget. 2005 óta több dokumentum- és játékfilmet is forgattak az esetről, köztük a Quiz című egész estés filmet, melyet az ITV három részben készített el, 2021. július 17-én az RTL Klub is leadta egyben, Legyen ön is milliomos! – A nagy csalás címmel.
- A műsor történetében számtalanszor volt arra példa, hogy a kérdésre adott négy válaszlehetőség közül egy sem volt helyes, mert elnézték, netán elavultak a válaszok. Ilyen esetben többnyire visszahívták a játékosokat és onnan folytathatták, ahol elrontották.
- A 2008-ban bemutatott Gettómilliomos című filmben a főszereplő a játék indiai változatában vesz részt.
- A pandémia sújtotta 2020-as esztendőben először esett meg a műsor őshazájában, hogy valaki három mentőövet is meghagyva vitte el a főnyereményt: Donald Fear lett a 6. brit fődíjnyertes. A tanárember úgy nyert Jeremy Clarksonnál 1 millió fontot, hogy a két telefon- és a „kvízmester válaszol” segítsége is megmaradt, csak a felezőt használta el.[5]

| Az alábbiak közül melyik kalóz halt meg a mai Észak–Karolina partjainál 1718-ban? |                  |
| A: Calico Jack                                                                    | B: Feketeszakáll |
| C: Bartholomew Roberts                                                            | D: Kidd kapitány |